# Thomas Delaney
Thomas Joseph Delaney (* 3. September 1991 in Frederiksberg) ist ein dänischer Fußballspieler. Der A-Nationalspieler steht derzeit beim FC Kopenhagen unter Vertrag.

## Persönliches
Delaney ist der Sohn eines irischstämmigen US-amerikanischen Vaters und einer dänischen Mutter. Er spricht neben Dänisch auch Englisch und Deutsch. Er frischte seine in der Schule erworbenen Deutschkenntnisse vor seinem Wechsel nach Bremen mit Privatunterricht wieder auf.

## Karriere

### Vereine

#### FC Kopenhagen
Delaney wuchs in Frederiksberg, einer von Kopenhagen umschlossenen Kommune, auf und begann mit dem Fußballspielen im Nachwuchs von Kjøbenhavns Boldklub. Für den FC Kopenhagen, die in Fusion mit dem Boldklubben 1903 spielende erste Mannschaft des Kjøbenhavns Boldklub, debütierte er am 16. April 2009, als er im Halbfinalspiel des dänischen Pokalwettbewerbs gegen Nordvest FC, das Kopenhagen mit 4:0 gewann, in der 65. Minute für Hjalte Bo Nørregaard eingewechselt wurde.
Zur Saison 2009/10 wurde Delaney in den Profikader aufgenommen und kam in seiner ersten Saison zu neun Einsätzen im Ligabetrieb und wurde mit dem FC Kopenhagen zum Ende der Saison dänischer Meister. Des Weiteren konnte er noch Pflichtspiele im europäischen Wettbewerb vorweisen, als der FC Kopenhagen in der Qualifikation zur UEFA Champions League – beim 6:0-Rückspielsieg in der zweiten Qualifikationsrunde gegen Mogren Budva gelang ihm sein erstes Pflichtspieltor für den FC Kopenhagen – sowie in der UEFA Europa League auflief. Insgesamt absolvierte Delaney drei Partien. In der folgenden Saison lief er regelmäßiger auf, wobei er weiterhin nicht zu den Stammspielern gehörte. In dieser Saison qualifizierte sich der FC Kopenhagen für die Königsklasse und traf in der Gruppenphase auf den russischen Vertreter Rubin Kasan, auf den griechischen Erstligisten Panathinaikos Athen sowie auf den FC Barcelona. Als Gruppenzweiter erreichten die Kopenhagener das Achtelfinale und schieden dort gegen den FC Chelsea auf. Delaney kam dabei beim 2:0-Sieg in der Gruppenphase bei Panathinaikos Athen sowie beim 1:1-Unentschieden im eigenen Stadion gegen den FC Barcelona zum Einsatz. National wurde genau wie in der Vorsaison der Meistertitel errungen. In der Saison 2011/12 gelang ihm der Durchbruch, wobei er im April 2012 einen Meniskusschaden erlitt und dadurch bis zum Saisonende ausfiel. Seine Rückkehr im Ligaalltag folgte am 25. August 2012 beim 3:2-Auswärtssieg gegen Randers FC. Ab diesem Spiel kam Delaney wieder regelmäßig zum Einsatz, gehörte allerdings nicht in jeder Partie zum Kader. 2012 wurde der FC Nordsjælland dänischer Meister, 2013 errang allerdings der FC Kopenhagen wieder den Meistertitel. Durch die Platzierung der Superligæn in der UEFA-Fünfjahreswertung reichte der Gewinn der dänischen Meisterschaft zur direkten Qualifikation für die UEFA Champions League und der FCK traf in der Gruppenphase auf Juventus Turin, auf Real Madrid sowie auf Galatasaray Istanbul. Ab dieser Saison, der Saison 2013/14, war Delaney im Mittelfeld des FC Kopenhagen gesetzt und kam folglich in der Gruppenphase der Champions League in jedem Spiel zum Einsatz und auch in der Liga hatte er in nahezu jeder Partie gespielt, lediglich in einer Partie hatte er nicht zum Spieltagskader gehört. Diese Saison blieb für den FC Kopenhagen titellos, da man im Ligaalltag nur den dritten Platz belegte und im dänischen Pokal zwar das Finale erreicht wurde, jedoch das Endspiel gegen den Meister Aalborg BK verloren wurde. Auch in der folgenden Saison reichte es für Delaney und für seinen Verein nicht für den Gewinn des Meistertitels, allerdings wurde der dänische Pokalwettbewerb gewonnen, als man im Finale mit 3:2 nach Verlängerung gegen den FC Vestsjælland gewann. In der neuen Saison gewann er mit dem FC Kopenhagen das Double aus dänischer Meisterschaft sowie dem Pokal. In der Folgesaison qualifizierte sich der Verein für die Gruppenphase der UEFA Champions League und traf dort auf den FC Porto, auf den FC Brügge sowie auf Leicester City. Delaney schied mit dem FC Kopenhagen als Gruppendritter aus.
Insgesamt wurde er mit dem FC Kopenhagen viermal dänischer Meister, dreimal Pokalsieger und spielte regelmäßig in der UEFA Europa League sowie in der UEFA Champions League. In der Winterpause der Saison 2016/17 verließ er den Verein.

#### Werder Bremen
Zum 1. Januar 2017 wechselte Delaney in die deutsche Bundesliga zu Werder Bremen. Sein erstes Tor in der Bundesliga erzielte er bei seinem fünften Einsatz für Werder Bremen beim 2:0-Sieg im Auswärtsspiel gegen den 1. FSV Mainz 05 mit einem direkt verwandelten Freistoß. Im Auswärtsspiel gegen den SC Freiburg am 1. April 2017 traf er beim 5:2-Sieg dreimal und damit zum ersten Mal in seiner Karriere mehrmals in einem Spiel. Auf die Frage eines Journalisten, ob er nach seinen drei Toren den Ball mitgenommen habe, antwortete Delaney: „Nein, den Ball habe ich nicht mitgenommen. Ich muss jetzt erst einmal schauen, ob mein Wikipedia-Eintrag auf dem neuesten Stand ist.“ Mit diesem Spruch wurde er für den Deutschen Fußball-Kulturpreis 2017 nominiert. In der Saison 2017/18 absolvierte Delaney 32 Spiele, in denen er drei Tore schoss. Mit 377 km erreichte er die drittgrößte Laufleistung der Bundesliga in dieser Saison.

#### Borussia Dortmund
Zur Saison 2018/19 wechselte Delaney innerhalb der Bundesliga zu Borussia Dortmund und erhielt einen bis 2022 laufenden Vertrag. Seinen ersten Bundesligatreffer für Dortmund erzielte er beim 2:1-Sieg im Revierderby gegen den FC Schalke 04 am 8. Dezember 2018, dem 14. Spieltag. Am Saisonende wurde er, nachdem er unter Lucien Favre häufig mit Axel Witsel auf der Doppelsechs eingesetzt worden war, mit dem BVB, mit dem er auch in der Champions League angetreten war, Vizemeister.
Im August 2019 gewann Delaney seinen ersten Titel mit dem Verein, als der Doublesieger der Vorsaison, der FC Bayern München, mit 2:0 im DFL-Supercup besiegt wurde. Durch eine Bänder- sowie eine Knieverletzung fiel der Däne nach neun Partien im zentralen und defensiven Mittelfeld ab November 2019 aus und konnte erst beim 180. Revierderby Mitte Mai 2020 wieder für den BVB auf dem Platz stehen. Nach der Wiederaufnahme des zuvor aufgrund der COVID-19-Pandemie unterbrochenen Spielbetriebs stand der gesundete Delaney in fünf Spielen in der Startelf, fiel aber dann erneut aufgrund einer Muskelverletzung aus. In der Saison 2020/21 wurde Delaney vom kicker jeweils in die nationale Klasse einsortiert, gelobt wurden seine Zweikampf- und Umschaltstärke. Einerseits profitierte er von der schweren Verletzung Axel Witsels Mitte Januar 2021, andererseits fiel der Däne selbst mehrfach aufgrund kleiner Verletzungen aus, woraufhin Mahmoud Dahoud sowie der Neuzugang Jude Bellingham ihm gegenüber im Vorteil waren. Nach einer Serie von sieben Siegen ab dem 28. Spieltag landete er mit dem BVB auf Rang 3 und konnte sich mit dem Team wieder für die Champions League qualifizieren.
Im Sommer 2021 kam Delaney, dessen Vertrag in Dortmund im darauffolgenden Frühjahr ausgelaufen wäre, in den ersten vier Pflichtspielen, darunter das verlorene Supercupfinale gegen Bayern München, auf lediglich 22 Einsatzminuten.

#### FC Sevilla und Ausleihen
Vor dem 3. Spieltag der Primera División 2021/22 wechselte der Mittelfeldspieler nach Spanien zum Champions-League-Teilnehmer FC Sevilla, bei dem er einen Vierjahresvertrag erhielt.
Im Januar 2023 wechselte Delaney per Leihe für den Rest der Spielzeit 2022/23 in die Bundesliga zur TSG 1899 Hoffenheim. Hier bestritt er 6 von 16 möglichen Ligaspielen und ein Pokalspiel. In den letzten acht Spielen der Saison wurde nicht mehr eingesetzt.
In der Saison 2023/24 gehörte er zunächst wieder zum Kader von Sevilla, bestritt aber kein Spiel für den Verein, bevor er Mitte August 2023 für den Rest der Saison an den belgischen Erstdivisionär RSC Anderlecht ausgeliehen wurde. Hier bestritt er 23 von 36 möglichen Ligaspielen, in denen er ein Tor schoss, sowie zwei Pokalspiele.
Im Juli 2024 wurde sein Vertrag in Sevilla aufgelöst. Daraufhin wechselte Delaney zurück zum FC Kopenhagen.

### Nationalmannschaft
Delaney spielte dreimal für die dänische U18-Nationalmannschaft, elfmal für die U19 und zweimal für die U20-Auswahl. Er stand im dänischen Kader bei der U21-Europameisterschaft 2011, kam aber nicht zum Einsatz. In der Qualifikation für die U21-EM 2013 kam er zu sechs Einsätzen; die dänische U21 scheiterte in den Play-offs an Spanien. Insgesamt spielte er elfmal für die U21.
Seit 2013 spielt Delaney für die dänische A-Nationalmannschaft. Er scheiterte mit der Mannschaft bei der Qualifikation für die Weltmeisterschaft 2014 und in den Playoffs zur Europameisterschaft 2016. Am 1. September 2017 erzielte er beim 4:0-Sieg im WM-Qualifikationsspiel gegen Polen mit dem Treffer zum 1:0 sein erstes Tor für die dänische Nationalelf. Drei Tage später traf er beim 4:1-Sieg im WM-Qualifikationsspiel gegen Armenien dreimal. Delaney kam in zehn Qualifikationsspielen zum Einsatz und qualifizierte sich mit der dänischen Nationalmannschaft über die Ausscheidungsspiele gegen Irland (0:0/5:1) für die Weltmeisterschaftsendrunde 2018 in Russland. Bei dem Turnier stand er im dänischen Aufgebot und schied mit der Mannschaft im Achtelfinale aus.
Zur Europameisterschaft 2021 wurde Delaney in den dänischen Kader berufen. Er stand in allen sechs Partien neben Pierre Emile Højbjerg im zentralen Mittelfeld in der Startelf und erzielte das 1:0 gegen Tschechien im Viertelfinale (Endstand 2:1). Im anschließenden Halbfinale mussten sich die Dänen aber dem späteren Vizeeuropameister England in der Verlängerung geschlagen geben.
Auch bei der Weltmeisterschaft 2022 gehörte er zum dänischen Kader und wurde im ersten Gruppenspiel eingesetzt. Bei den beiden anderen Gruppenspielen, nach denen die Dänen ausschieden, fiel er infolge einer Verletzung aus. In der Qualifikation für die EM 2024 wurde er in drei der zehn Spiele eingesetzt und erzielte beim 2:1-Sieg gegen Slowenien den Siegtreffer. Die Dänen qualifizierten sich als Gruppensieger für die Endrunde, für die er wieder nominiert wurde.

## Erfolge
FC Kopenhagen
- Dänischer Meister: 2010, 2011, 2013, 2016
- Dänischer Pokalsieger: 2012, 2015, 2016

Borussia Dortmund
- DFL-Supercupsieger: 2019
- DFB-Pokalsieger: 2021